# 미국의 의료 가격
미국의 의료 가격은 가격을 결정하는 시장 및 비시장 요인과 가격이 다른 국가보다 높은 이유에 대한 가능한 원인을 설명한다.
다른 OECD 국가에 비해 미국의 의료 비용은 경제 규모(GDP)에 비해 1/3 이상 높다. 미국 질병통제예방센터(CDC)에 따르면 2015년 1인당 의료 지출은 평균 약 10,000달러였으며, 총 지출은 3조 2천억 달러, 즉 GDP의 17.8%에 달했다. 다른 국가와 차이가 나는 대략적인 이유는 동일한 서비스에 대한 더 높은 가격(즉, 단위당 더 높은 가격)과 의료 이용 증가(즉, 더 많은 단위 소비)를 포함한다. 더 높은 관리 비용, 더 높은 1인당 소득, 가격 하락을 위한 정부 개입 감소 등이 더 깊은 원인이다. 의료 비용의 연간 인플레이션율은 최근 수십 년 동안 감소했지만 여전히 경제성장률보다 높으며, 그 결과 GDP 대비 의료 지출이 1970년 6%에서 2015년 거의 18%로 꾸준히 증가했다.

## 같이 보기
- 미국의 의료
- 의료제도